# Fodor Ernő (újságíró)
Fodor Ernő, családi nevén Fischer (Lemberg, 1906. június 1. – Kolozsvár, 1977. április 5.) magyar szerkesztő, újságíró, műfordító. Barabássy Erzsébet férje.

## Életútja
Középiskolát Gyulafehérváron végzett, Párizsban folytatott egyetemi tanulmányokat. Közírói pályáját a kolozsvári Új Keletnél kezdte 1923-ban mint párizsi tudósító. 1947–48-ban az Egység főmunkatársa, majd a Tudományos Könyvkiadó kolozsvári magyar szerkesztőségét vezette (1952–58); kezdeményezésére indult meg a Gazdaságtörténeti Tanulmányok és a Jogi Kis Könyvtár című sorozat. Műfordításában megjelent kötetek: Nicolae Jianu: Nagy idő (Szilágyi Andrással, 1953); Valeriu Bologa szerkesztésében: Adalékok a R. N. K. orvostudományának történetéhez (1955); Ion Agîrbiceanu: Aranybánya (Szilágyi Andrással, Marosvásárhely, 1957); Egon Erwin Kisch: A Redl-ügy és egyéb történetek (Téka, 1974).